# غرينوود (مسيسيبي)
غرينوود (بالإنجليزية: Greenwood, Mississippi)‏ هي مدينة تقع في الولايات المتحدة في مقاطعة ليفلور. يقدر عدد سكانها بـ 16,087 نسمة ومساحتها 33.7 كم2 وترتفع عن سطح البحر 40 متر.

## التركيبة السكانية
حدّد مكتب تعداد الولايات المتحدة بيانات التركيبة السكانية لغرينوود في تعداد الولايات المتحدة. في ما يلي، التركيبة السكانية حسب تعدادي 2000 و2010.

### تعداد عام 2000
بلغ عدد سكان غرينوود 18,425 نسمة بحسب تعداد عام 2000، وبلغ عدد الأسر 6,916 أسرة وعدد العائلات 4,525 عائلة مقيمة في المدينة. في حين سجلت الكثافة السكانية 560.5 نسمة لكل كيلومتر مربع (1,451.7/ميل2). وبلغ عدد الوحدات السكنية 7,565 وحدة بمتوسط كثافة قدره 230.1 لكل كيلومتر مربع (596.0/ميل2).
وتوزع التركيب العرقي للمدينة بنسبة 32.82% من البيض و65.36% من الأمريكيين الأفارقة و0.11% من الأمريكيين الأصليين و0.91% من الأمريكيين ذوي الأصول الآسيوية و0.08% من سكان جزر المحيط الهادئ و0.24% من الأعراق الأخرى و0.48% من عرقين مختلطين أو أكثر و1.03% من الهسبانيون أو اللاتينيون من أي عرق.
بلغ عدد الأسر 6,916 أسرة كانت نسبة 40.2% منها لديها أطفال تحت سن الثامنة عشر تعيش معهم، وبلغت نسبة الأزواج القاطنين مع بعضهم البعض 33.4% من أصل المجموع الكلي للأسر، ونسبة 27.4% من الأسر كان لديها معيلات من الإناث دون وجود شريك،  بينما كانت نسبة 4.6% من الأسر لديها معيلون من الذكور دون وجود شريكة وكانت نسبة 34.6% من غير العائلات. تألفت نسبة 31.4% من أصل جميع الأسر من عدة أفراد يعيشون في نفس المنزل ونسبة 12.7% كانت تتألف من شخص يعيش بمفرده يبلغ من العمر 65 عاماً أو أكثر. وبلغ متوسط حجم الأسرة المعيشية 2.59، أما متوسط حجم العائلات فبلغ 3.29.
بلغ العمر الوسطي للسكان 31.7 عاماً. وكانت نسبة 30.9% من القاطنين تحت سن الثامنة عشر، وكانت نسبة 9.8% بين الثامنة عشر والرابعة والعشرين عاماً، ونسبة 26% كانت واقعةً في الفئة العمرية ما بين الخامسة والعشرين والرابعة والأربعين عاماً، ونسبة 18.3% كانت ما بين الخامسة والأربعين والرابعة والستين، ونسبة 12.3% كانت ضمن فئة الخامسة والستين عاماً فما فوق. يوجد لكل 100 أنثى 82.8 ذكر، ويوجد لكل 100 أنثى في الثامنة عشر من عمرها فما فوق 73.9 ذكر.
بلغ متوسط دخل الأسرة في المدينة 21,867 دولارًا، أما متوسط دخل العائلة فبلغ 26,393 دولارًا. وكان متوسط دخل الذكور 27,267 دولارًا مقابل 18,578 دولارًا للإناث. وسجل دخل الفرد الخاص بالمدينة 14,461 دولارًا. وكانت نسبة 28.8% من العائلات ونسبة 33.9% من السكان تحت خط الفقر، وكان من هؤلاء نسبة 47% تحت سن الثامنة عشر ونسبة 20% في الخامسة والستين من العمر وما فوق.

## معرض صور

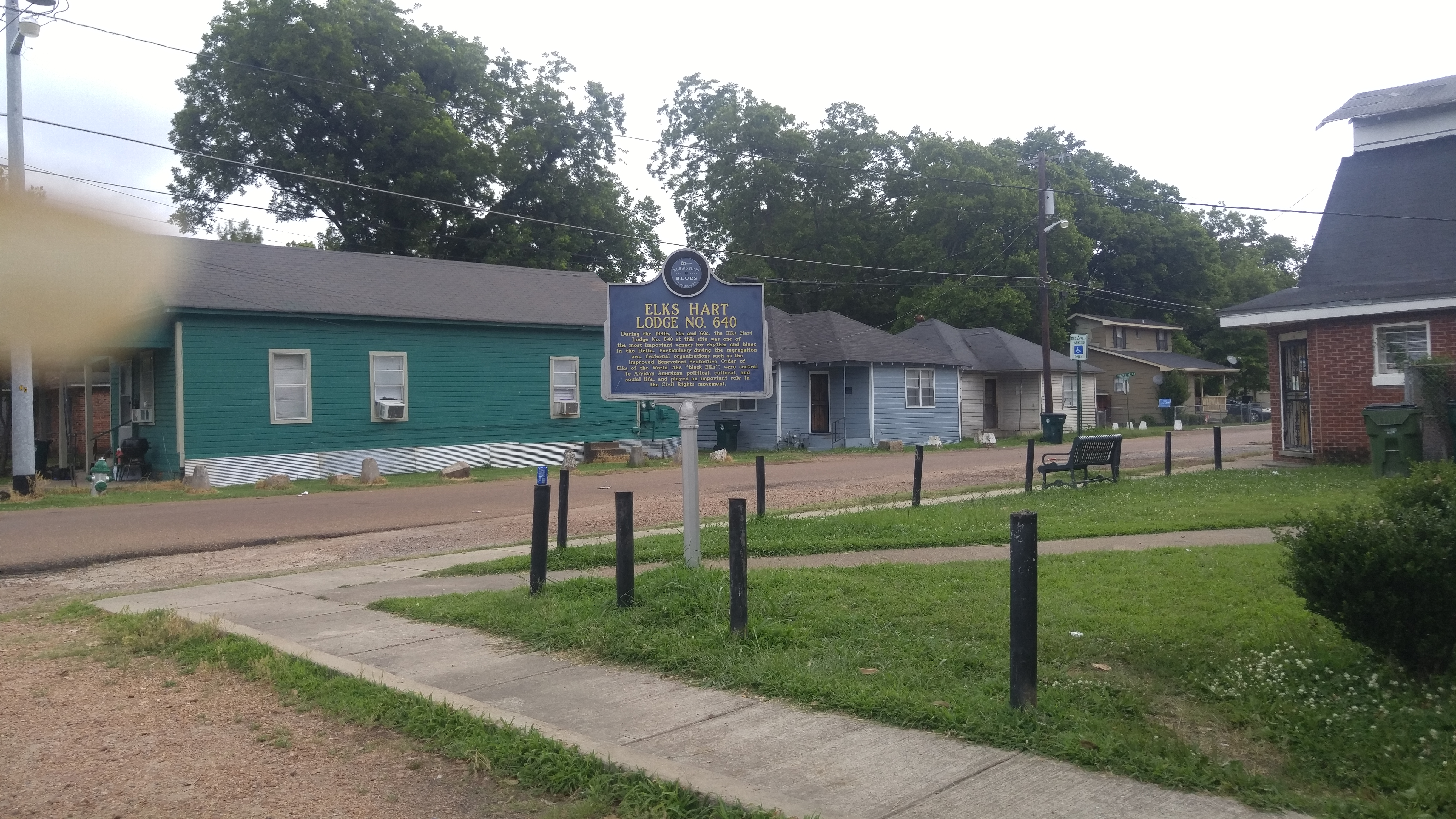
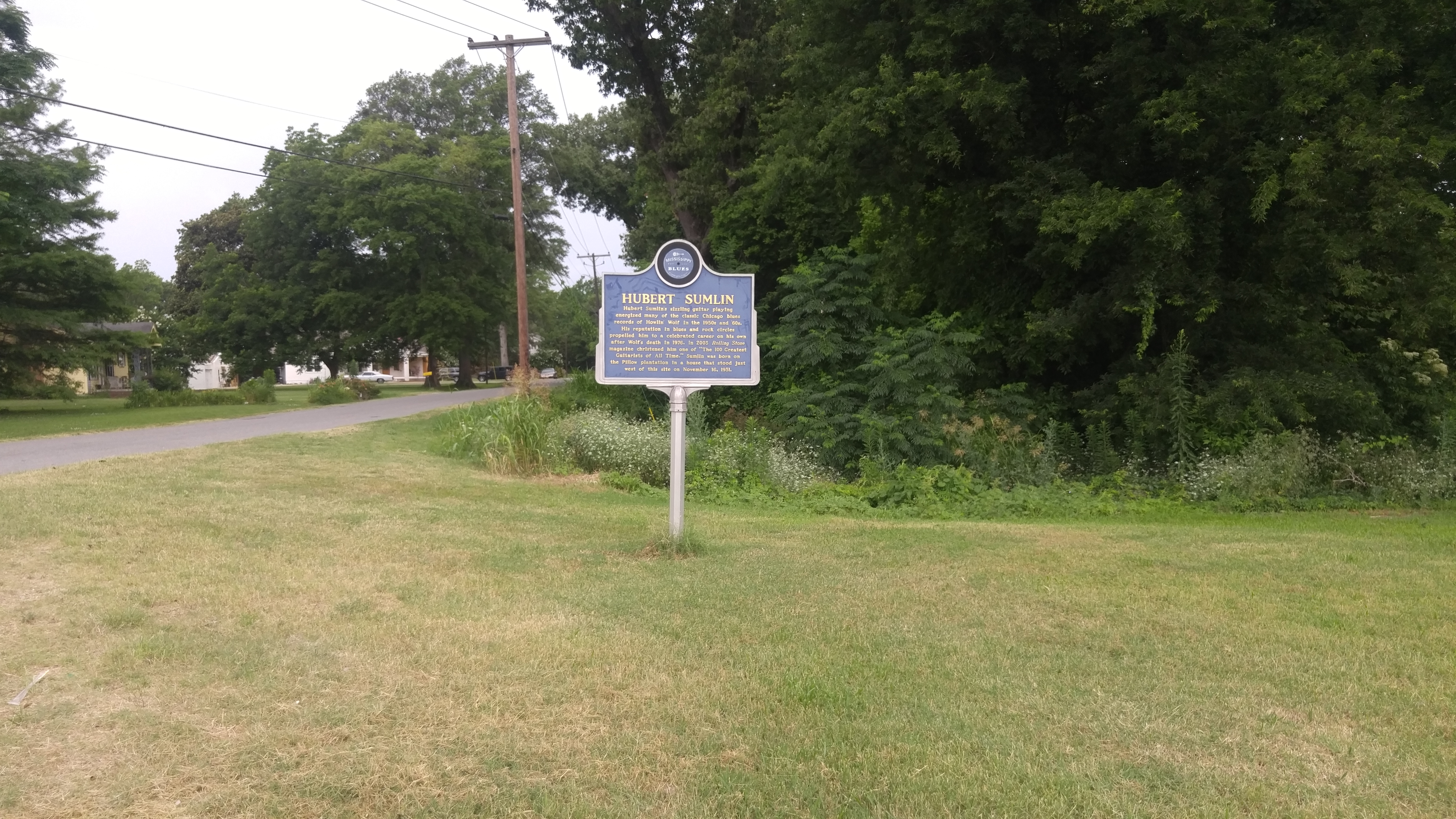
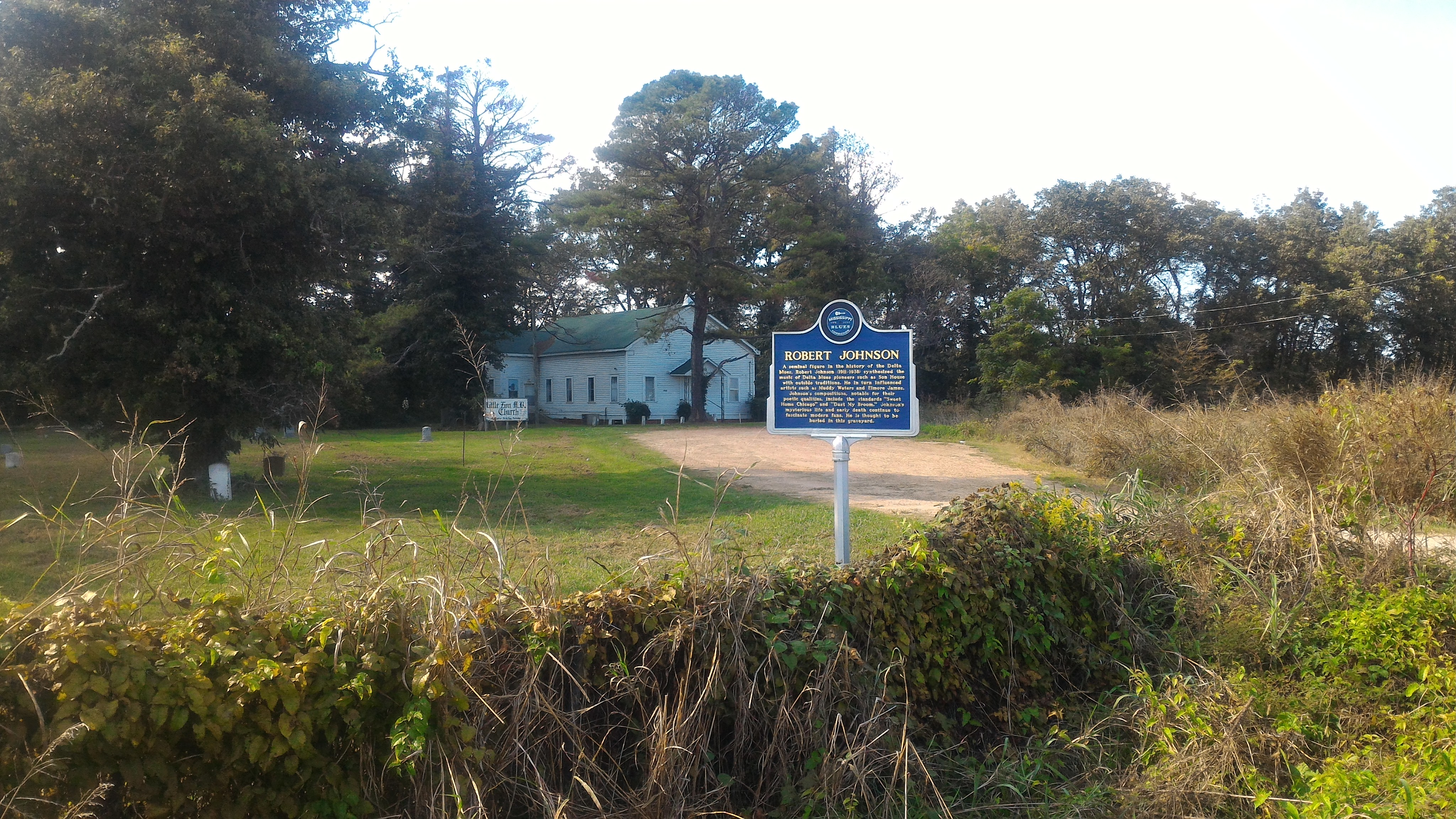
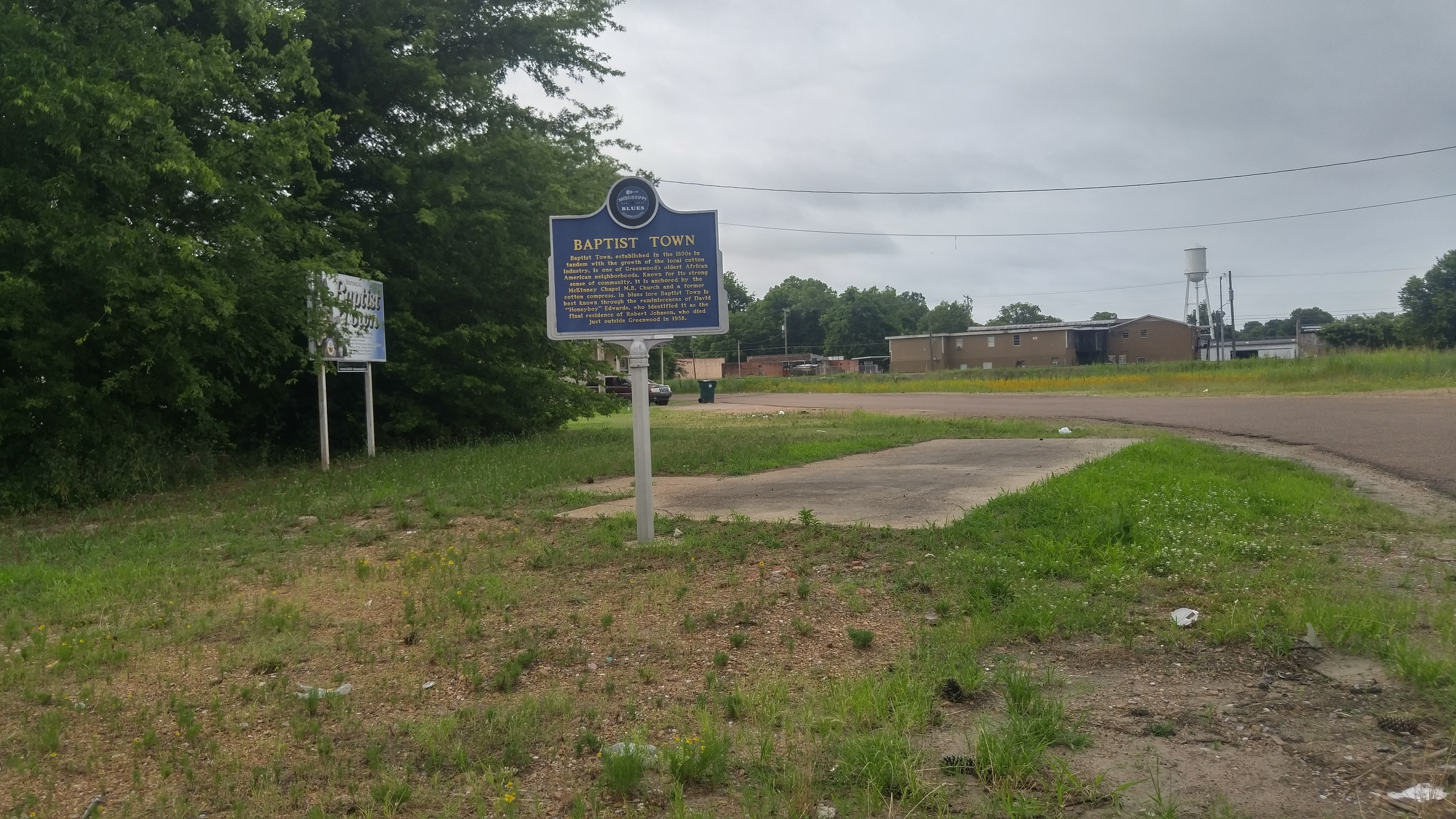
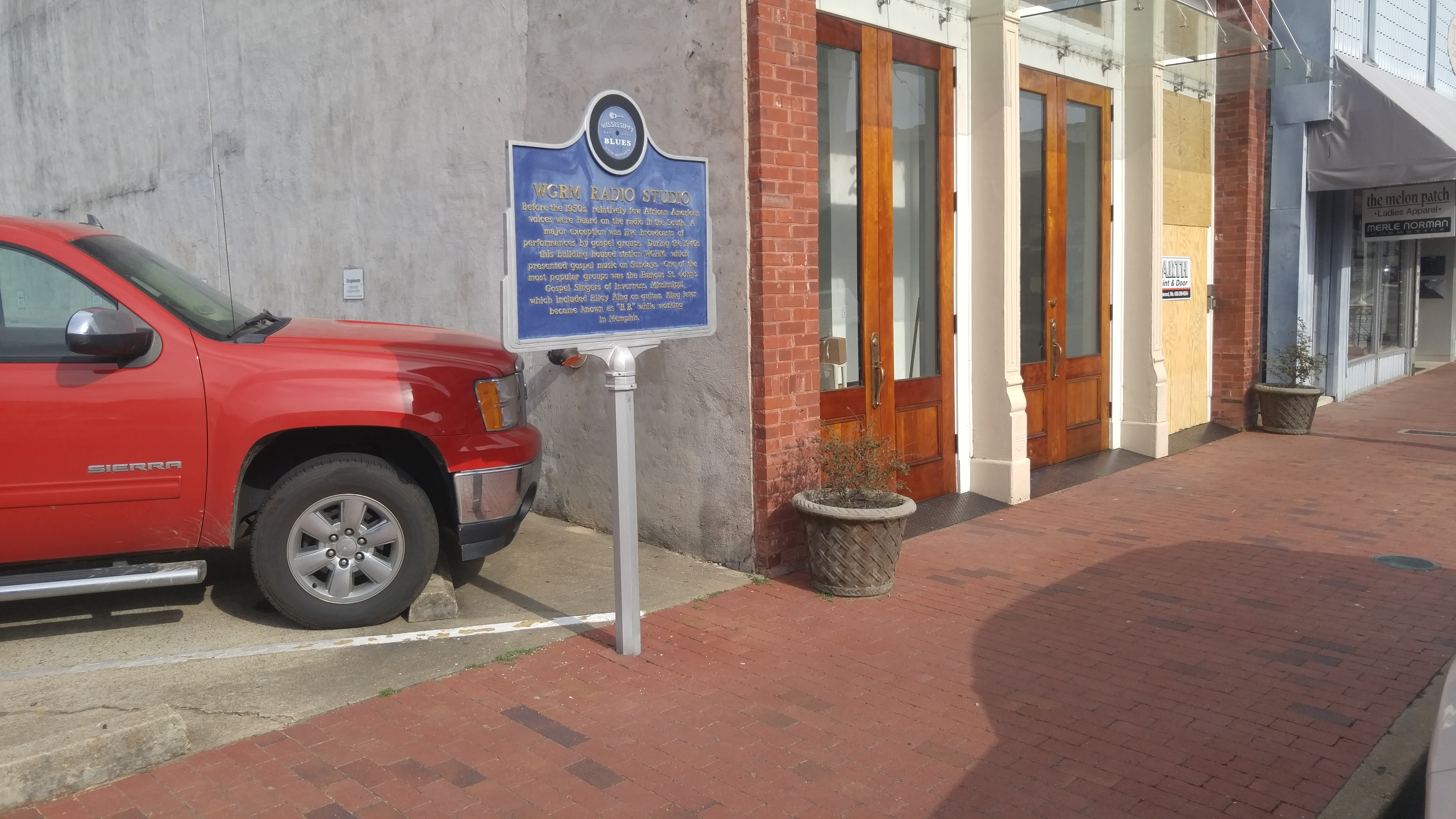

### تعداد عام 2010
بلغ عدد سكان غرينوود 15,205 نسمة بحسب تعداد عام 2010، وبلغ عدد الأسر 6,022 أسرة وعدد العائلات 3,816 عائلة مقيمة في المدينة. في حين سجلت الكثافة السكانية 462.6 نسمة لكل كيلومتر مربع (1,198.1/ميل2). وبلغ عدد الوحدات السكنية 6,759 وحدة بمتوسط كثافة قدره 205.6 لكل كيلومتر مربع (532.5/ميل2).
وتوزع التركيب العرقي للمدينة بنسبة 30.71% من البيض و67.22% من الأمريكيين الأفارقة و0.14% من الأمريكيين الأصليين و0.89% من الأمريكيين ذوي الأصول الآسيوية و0.01% من سكان جزر المحيط الهادئ و0.36% من الأعراق الأخرى و0.67% من عرقين مختلطين أو أكثر و1.07% من الهسبانيون أو اللاتينيون من أي عرق.
بلغ عدد الأسر 6,022 أسرة كانت نسبة 35.5% منها لديها أطفال تحت سن الثامنة عشر تعيش معهم، وبلغت نسبة الأزواج القاطنين مع بعضهم البعض 29.8% من أصل المجموع الكلي للأسر، ونسبة 29% من الأسر كان لديها معيلات من الإناث دون وجود شريك،  بينما كانت نسبة 4.6% من الأسر لديها معيلون من الذكور دون وجود شريكة وكانت نسبة 36.6% من غير العائلات. تألفت نسبة 32.5% من أصل جميع الأسر من عدة أفراد يعيشون في نفس المنزل ونسبة 10.7% كانت تتألف من شخص يعيش بمفرده يبلغ من العمر 65 عاماً أو أكثر. وبلغ متوسط حجم الأسرة المعيشية 2.48، أما متوسط حجم العائلات فبلغ 3.16.
بلغ العمر الوسطي للسكان 34.3 عاماً. وكانت نسبة 27.7% من القاطنين تحت سن الثامنة عشر، وكانت نسبة 9.8% بين الثامنة عشر والرابعة والعشرين عاماً، ونسبة 24.5% كانت واقعةً في الفئة العمرية ما بين الخامسة والعشرين والرابعة والأربعين عاماً، ونسبة 25.4% كانت ما بين الخامسة والأربعين والرابعة والستين، ونسبة 12.6% كانت ضمن فئة الخامسة والستين عاماً فما فوق. وتوزع التركيب الجنسي للسكان بنسبة 45.6% ذكور و54.4% إناث.

## أعلام
- إيلي أبوت
- جيمس إل. فلانغن
- ويلسون إس. هيل
- ألفونسو فورد
- فاليري بريسكو هوكس
- غيتار سليم
- بيتي إيفرت
- روبرت جونسون
- كينت هال
- كلاي هوبر